# Baky György
Baky György Sándor (Zirc, 1957. június 18. –) magyar gépésztechnikus, politikus, országgyűlési képviselő.

## Életpályája

### Iskolái
Az általános iskolát Bakonybélen, a középiskolát Pápán végezte el; 1975-ben érettségizett a Türr István Gimnáziumban. 1982-ben a budapesti Hell József Károly Szakközépiskolában vegyipari gépésztechnikusi képesítést szerzett.

### Pályafutása
1976–1986 között Százhalombattán a Dunai Kőolajipari Vállalatnál dolgozott. 1979–1981 között Szentkirályszabadján letöltötte sorkatonai
szolgálatát. 1986–1988 között a zirci Robix Mezőgazdasági Gépgyártó Vállalatnál tevékenykedett. 1988–1990 között a Balatonfelvidéki Erdő- és Fafeldolgozó Gazdaságnál volt. 

### Politikai pályafutása
1990-től az SZDSZ tagja. 1990–1994 között, valamint 2002–2014 között Bakonybél polgármestere volt. 1994–1998 között országgyűlési képviselő (Várpalota) volt. 1994–2002 között önkormányzati képviselő volt. 1995–1998 között a Környezetvédelmi bizottság tagja volt. 1998-tól a Veszprém Megyei Közgyűlés tagja. 1998-ban, 2002-ben és 2006-ban képviselőjelölt volt.

## Családja
Szülei: Baky Ferenc (1919–1967) tanító és Rajnai Rozália (1924-?) voltak. 1978-ban házasságot kötött Fenyvesi Erzsébet tanítónővel. Három gyermekük született: Dániel (1981), Anna (1984) és András (1986).